# Gli ineffabili cinque
Gli ineffabili cinque - noto anche come La pietra che scotta - (titolo originale The Hot Rock) è un romanzo poliziesco-umoristico del 1970 dello scrittore statunitense Donald E. Westlake, primo della serie di romanzi con protagonista John Archibald Dortmunder, affiancato dalla sua scalcinata banda di compari di avventure criminali. Dal romanzo è stato tratto nel 1972 il film La pietra che scotta, diretto da Peter Yates.

## Trama
Appena uscito di prigione, dove ha scontato una condanna per furto, John Archibald Dortmunder viene contattato dal suo compare Kelp, che gli propone il furto dello smeraldo Balabomo, per conto di Talabwo, un piccolo stato africano. Dortmunder e Kelp incontrano il maggiore Iko, il committente del furto, per definire i dettagli: 30.000 dollari per ciascun uomo della banda alla consegna dello smeraldo, in più 150 dollari alla settimana a persona per le spese. Accettato l'incarico, Dortmunder e Kelp contattano altri tre uomini per completare la banda: Stan Murch come autista, Roger Chefwick come scassinatore e Alan Greenwood come factotum.

## Personaggi
- John Archibald Dortmunder, il cervello della banda
- Kelp, braccio destro di Dortmunder
- Stan Murch, l'autista
- Roger Chefwick, lo scassinatore, appassionato di trenini
- Alan Greenwood, il tuttofare
- Rollo, barista
- Maggiore Patrick Iko, rappresentante di Talabwo presso l'ONU

## Edizioni
- Donald E. Westlake, Gli ineffabili cinque, traduzione di Laura Grimaldi, collana Il Giallo Mondadori, n. 1150, Mondadori, 1971,  p. 179.

- Donald E. Westlake, Gli ineffabili cinque, traduzione di Laura Grimaldi, collana Omnibus Gialli, Mondadori, 1986,  p. 561.